# Volvo Ocean Race 2014-15
La Volvo Ocean Race 2014-15 fue la duodécima edición de la vuelta al mundo a vela.
La regata comenzó en Alicante (España) el 11 de octubre de 2014 y terminó en Gotemburgo (Suecia).
Constó de 9 etapas y 10 regatas costeras, al igual que la edición anterior. Se cambió la clase de yates que compitieron, que pasaron de ser de la clase Volvo Open 70 a la nueva Volvo Open 65.
Ganó el yate Azzam, del equipo Abu Dhabi Ocean Racing Team, patroneado por el británico Ian Walker.

## Participantes
Compiten siete equipos.
| Yate        | Equipo                      | Pabellón               | Patrón             |
| ----------- | --------------------------- | ---------------------- | ------------------ |
| SCA         | Team SCA                    | Suecia                 | Sam Davies         |
| Azzam       | Abu Dhabi Ocean Racing Team | Emiratos Árabes Unidos | Ian Walker         |
| Brunel      | Team Brunel                 | Países Bajos           | Bouwe Bekking      |
| Dongfeng    | Dongfeng Race Team          | China                  | Charles Caudrelier |
| Alvimedica  | Team Alvimedica             | Turquía                | Charlie Enright    |
| MAPFRE      | Team Campos                 | España                 | Iker Martínez      |
| Vestas Wind | Team Vestas Wind            | Dinamarca              | Chris Nicholson    |

## Etapas
| Manga          | Salida-Llegada             | Vencedor                    |
| -------------- | -------------------------- | --------------------------- |
| Regata costera | Alicante                   | Team Alvimedica             |
| Etapa 1        | Alicante - Ciudad del Cabo | Abu Dhabi Ocean Racing Team |
| Regata costera | Ciudad del Cabo            | Abu Dhabi Ocean Racing Team |
| Etapa 2        | Ciudad del Cabo - Abu Dabi | Team Brunel                 |
| Regata costera | Abu Dabi                   | Team SCA                    |
| Etapa 3        | Abu Dabi - Sanya           | Dongfeng Race Team          |
| Regata costera | Sanya                      | Dongfeng Race Team          |
| Etapa 4        | Sanya - Auckland           | Team Campos MAPFRE          |
| Regata costera | Auckland                   | Team SCA                    |
| Etapa 5        | Auckland - Itajaí          | Abu Dhabi Ocean Racing Team |
| Regata costera | Itajaí                     | Team Brunel                 |
| Etapa 6        | Itajaí - Newport           | Dongfeng Race Team          |
| Regata costera | Newport                    | Team Campos MAPFRE          |
| Etapa 7        | Newport - Lisboa           | Team Brunel                 |
| Regata costera | Lisboa                     | Team Campos MAPFRE          |
| Etapa 8        | Lisboa - Lorient           | Team SCA                    |
| Regata costera | Lorient                    | Team Alvimedica             |
| Etapa 9        | Lorient - Gotemburgo       | Team Alvimedica             |
| Regata costera | Gotemburgo                 | Team Brunel                 |

## Clasificación

### Sistema de puntuación
- La clasificación se rige por un sistema en el que se premia a la mínima puntuación
- El ganador de cada etapa o regata costera sumara 1 punto, el segundo recibirá 2 y así sucesivamente. Se otorgarán 8 puntos a los equipos que no termine una etapa.
- El ganador será el equipo que tenga menos puntos en la clasificación oceánica, las regatas portuarias serviran para desempatar en caso de empate.

### Regatas Oceánicas
| Pos. | Barco                  | Etapa 1 | Etapa 2 | Etapa 3 | Etapa 4 | Etapa 5 | Etapa 6 | Etapa 7 | Etapa 8 | Etapa 9 | Penalización/ Bonificación | Total |
| ---- | ---------------------- | ------- | ------- | ------- | ------- | ------- | ------- | ------- | ------- | ------- | -------------------------- | ----- |
| 1.º  | Abu Dhabi Ocean Racing | 1       | 3       | 2       | 2       | 1       | 2       | 5       | 3       | 5       |                            | 24    |
| 2.º  | Team Brunel            | 3       | 1       | 5       | 5       | 4       | 3       | 1       | 5       | 2       |                            | 29    |
| 3.º  | Dongfeng Race Team     | 2       | 2       | 1       | 3       | 82      | 1       | 4       | 7       | 4       | 1*                         | 33    |
| 4.º  | MAPFRE                 | 7       | 4       | 4       | 1       | 2       | 4       | 2       | 4       | 3       | 3*                         | 34    |
| 5.º  | Team Alvimedica        | 5       | 5       | 3       | 4       | 3       | 5       | 3       | 6       | 1       | -1*                        | 34    |
| 6.º  | Team SCA               | 6       | 6       | 6       | 6       | 5       | 6       | 6       | 1       | 7       | 2*                         | 51    |
| 7.º  | Team Vestas Wind       | 4       | 81      | 8       | 8       | 8       | 8       | 8       | 2       | 6       |                            | 60    |

1Team Vestas Wind encalló en el atolón de coral de San Brandón cerca de las Islas Mauricio. No participaron en la regata hasta la etapa 8.

2Dongfeng rompió el mástil cerca de Cabo de Hornos y abando la etapa 5.

* Team Alvimedica acabó la etapa 2 en 5.º lugar, pero se le bonificó 1 punto por socorrer al Team Vestas Wind después de encallar.

*MAPFRE acabó la etapa 5 en 2.ª posición, pero fue penalizado con 2 puntos por reparar unas velas sin informar al Race Control.

*MAPFRE y Dongfeng (con 1 punto cada uno) y SCA (con 2 puntos) fueron penalizados por infringir las reglas de navegación.

| NO EMPEZÓ | NO TERMINÓ | RETIRADO | DESCALIFICADO | PUNTUACIÓN CORREGIDA | PROVISIONAL |

### Regatas costeras
| Pos. | Barco                  | Alicante | Ciudad del Cabo | Abu Dhabi | Sanya | Auckland | Itajai | Newport | Lisboa | Lorient | Gotemburgo | Total |
| ---- | ---------------------- | -------- | --------------- | --------- | ----- | -------- | ------ | ------- | ------ | ------- | ---------- | ----- |
| 1.º  | Abu Dhabi Ocean Racing | 2        | 1               | 3         | 2     | 6        | 2      | 3       | 2      | 4       | 6          | 31    |
| 2.º  | Team Brunel            | 4        | 2               | 2         | 4     | 2        | 1      | 5       | 5      | 6       | 1          | 32    |
| 3.º  | Team SCA               | 6        | 3               | 1         | 5     | 1        | 4      | 4       | 4      | 5       | 2          | 35    |
| 4.º  | MAPFRE                 | 3        | 7               | 6         | 6     | 3        | 5      | 1       | 1      | 2       | 3          | 37    |
| 5.º  | Team Alvimedica        | 1        | 6               | 5         | 3     | 5        | 6      | 2       | 3      | 1       | 5          | 37    |
| 6.º  | Dongfeng Race Team     | 5        | 4               | 4         | 1     | 4        | 3      | 6       | 6      | 3       | 4          | 40    |
| 7.º  | Team Vestas Wind       | 7        | 5               | 8         | 8     | 8        | 8      | 8       | 7      | 7       | 7          | 73    |

| NO EMPEZÓ | NO TERMINÓ | RETIRADO | DESCALIFICADO | PUNTUACIÓN CORREGIDA | PROVISIONAL |